# Pachnobia clarkei
Pachnobia clarkei är en fjärilsart som beskrevs av Benjamin 1933. Pachnobia clarkei ingår i släktet Pachnobia och familjen nattflyn. Inga underarter finns listade i Catalogue of Life.